# Chess (revista)
Chess é uma revista de enxadrismo publicada na Inglaterra, tendo como editor P. A. Lamford.